# 경기병여단의 돌격

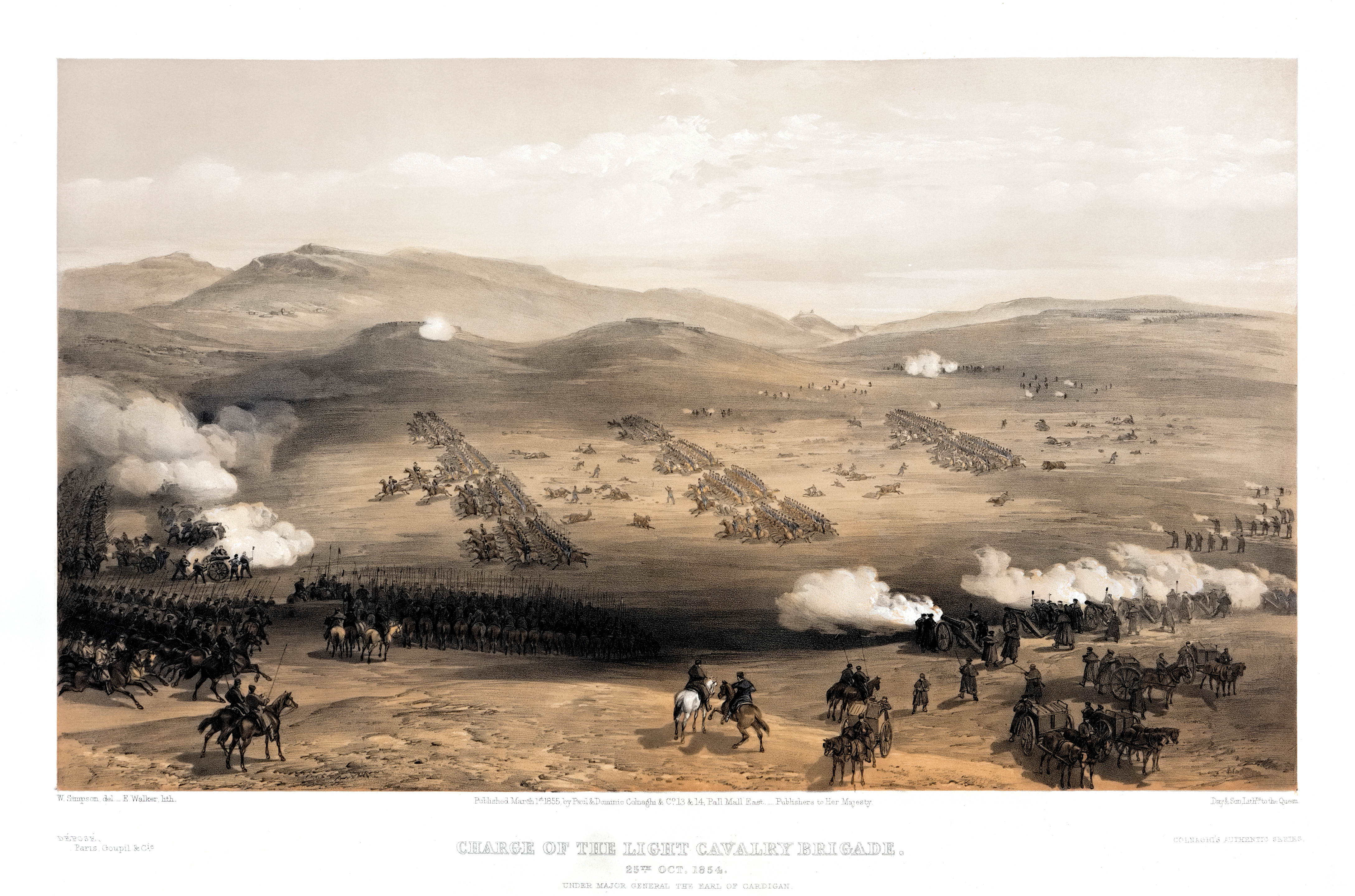

경기병여단의 돌격(Charge of the Light Brigade)은 1854년 10월 25일 영국의 카디건 중장이 기병 673명을 이끌고 러시아 포병대를 공격한 사건이다.
돌격을 마친 이후 군대를 소집했을 때, 여단에서 여전히 말에 올라탄 이는 195명 뿐이었다. 남은 이들 중에서 118명이 사망하고 127명이 부상을 입었다. 생존자들은 걸어서 돌아왔다. 그리고 카디건(Lord Cardigan)은 전장에서부터 말을 타고 왔고, 전용선으로 물러나 사치스런 식사를 했다.
경기병 여단의 장교와 병사들의 영웅적인 태도는 널리 명성을 얻었다. 그러나 명령이 분명하지 않고 오해가 있었던 탓에 그들은 엉뚱한 곳에 돌격하여 거의 성과를 얻지 못했다. 테니슨 경의 유명한 시 「경기병 여단의 돌격」을 인용하자면, "누군가가 큰 실수를 저질렀다".
"이는 훌륭하지만, 전쟁이 아니다. 이것은 미친 짓이다."
피에르 보케(프랑스군)
이 사건의 근본적인 원인은 시대에 뒤떨어진 영국 장교들이었다고 전해진다.